# لیتیم سوپراکسید
لیتیم سوپراکسید (به انگلیسی: Lithium superoxide) با فرمول شیمیایی LiO۲ یک ترکیب شیمیایی است. که جرم مولی آن ۳۸٫۹۴ g/mol می‌باشد.